# Entomologie agricole
L'entomologie agricole est une discipline de l'agronomie et de l'entomologie consacrée à l'étude des insectes, ainsi que d'autres arthropodes comme les acariens, associés de diverses manières à l'agriculture.
Cette discipline concerne tant les espèces d'insectes utiles ou auxiliaires, par exemple les insectes pollinisateurs ou les ennemis naturels, prédateurs ou parasitoïdes, des ravageurs, que les espèces nuisibles, telles que les insectes ravageurs des cultures et des denrées agricoles ou les insectes vecteurs de maladies des plantes.
Les études d'entomologie agricole s'appuient sur toutes les connaissances de base de l'agronomie et de divers domaines de l'entomologie appliquée : écologie des insectes, cycle biologique et comportement, taxinomie des insectes, physiologie des insectes, ainsi que de la toxicologie.
Le principal domaine d'étude de l'entomologie agricole concerne la lutte contre les ravageurs. Les méthodes de lutte chimique, à l'aide d'insecticides et d'acaricides, ont longtemps visé à l'éradication des populations d'insectes ravageurs. Mais, face aux problèmes posés par l'impact des substances toxiques sur l'environnement et la santé humaine, se développent depuis la fin du XXe siècle des méthodes de lutte intégrée, combinant des méthodes physiques, biologiques, génétiques (recours à des variétés résistantes), culturales (rotation des cultures, fertilisation, etc.), avec l'utilisation d'insecticides moins nocifs quand c'est nécessaire. La lutte intégrée ne vise plus à l'éradication des populations de nuisibles, mais à les maintenir en dessous d'un seuil économique d’intervention qui est atteint lorsque le coût du traitement égale le montant estimé des dégâts infligés à la culture.
Ces méthodes de lutte nécessitent une bonne connaissance des insectes et de leur biologie. Dans un premier temps, il importe de les identifier correctement, d'où l'importance de la taxinomie. 
Il importe aussi, afin d'intervenir à bon escient, de suivre précisément l'évolution des populations présentes dans les cultures, par exemple à l'aide de pièges à phéromones. 
Enfin, afin de déterminer quelles méthodes de lutte peuvent être appliquées efficacement aux différents stades de développement des insectes, la connaissance détaillée de leur cycle biologique est primordiale, ainsi que celle de leurs ennemis naturels susceptibles d'être employés en lutte biologique.